# Pixie Hollow
Pixie Hollow је атракција у Дизниленду у Хонгконгу која гостима нуди прилику да се поздраве са Звончицом. Атракција је дизајнирана тако да ствара илузију постепеног смањивања док се сценски елементи у реду повећавају у обиму како се гости приближавају кућици у облику чајника Звончице.

## Дизниленд у Хонгконгу
На прослави десетогодишњице, нова верзија је део Бајковите шуме (улаз између Врта Пепељуге и Врта Мале сирене), нове атракције за шетњу су отворене 17. децембра 2015.